# Guerra de la Liga Santa
La guerra de la Liga Santa es un conflicto que enfrentó a una alianza de reinos cristianos formada por el Sacro Imperio Romano Germánico, la República de las Dos Naciones, la República de Venecia y el Zarato ruso frente al Imperio otomano y sus aliados los tártaros de Crimea, los cosacos de Zaporozhia y los Estados vasallos de Moldavia, Valaquia y Transilvania. La guerra dio comienzo en 1684 tras el segundo sitio de Viena y terminó en 1699 con la firma del Tratado de Karlowitz, que marca el inicio del repliegue otomano en los Balcanes.

## Preludio
En el siglo XVII, el poder otomano parece restaurado en su máximo esplendor gracias a tres fuertes visires de la familia Köprülü. Estos visires fueron capaces de fortalecer el poder central y el ejército. Con la ascensión a Gran Visir de Mehmed Köprülü en 1656, el tambaleante imperio recobró su vigor y terminó con las revueltas de cipayos y jenízaros y doblegó a los gobernadores provinciales levantiscos. Durante el gobierno de Mehmed Köprülü, el Imperio otomano logra una rápida recuperación que se trasladó al terreno militar en forma de campañas contra las potencias cristianas.
Comenzó por sentar a Miguel Apafi I en el trono de Transilvania, reino vasallo de Constantinopla, tras lo que declaró la guerra al Sacro Imperio Romano Germánico y a pesar de caer, las fuerzas otomanas, derrotadas en la batalla de San Gotardo (1664), el visir logró una paz ventajosa por la que obtuvo ganancias territoriales.
En 1669 Fazil Ahmed podía anunciar al sultán el triunfo en el sitio de Candía, en Creta, después de 22 años de asedio, dando por finalizada una guerra que enfrentaba al Imperio otomano con la República de Venecia y que había comenzado en 1644.

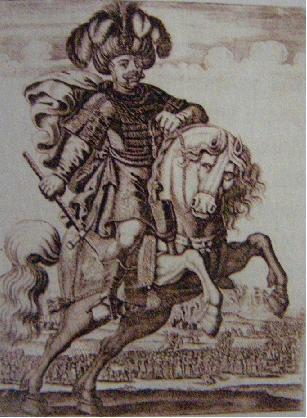
El Gran Visir Fazil Ahmed Pacha.

Tras estas anexiones, el Imperio otomano se dirigió al norte para dar apoyo a los cosacos de Zaporozhia dirigidos por Petr Doroshenko que, al no aceptar el Tratado de Andrusovo firmado entre la Mancomunidad Polaco-Lituana y el Zarato ruso, se habían sublevado contra Polonia. Tras la guerra polaco-turca (1672-1676) y por el Tratado de Zorawno, el Imperio otomano se anexionó Podolia y parte de Ucrania.
En este clima de confianza renovada accedió al poder Kara Mustafá, Gran Visir desde 1676 y que se ocupó de los dos principales frentes exteriores que tenía el Imperio. En Ucrania comenzó la guerra ruso-turca (1676-1681) contra el emergente poder moscovita, sellando en 1681 un acuerdo con el zar por el que se repartían Ucrania.
Tras asentar su frontera nororiental decidió centrar su atención en su frontera danubiana, donde estaba a punto de expirar la tregua de veinte años suscrita con Leopoldo I de Habsburgo. Unas incursiones de tropas imperiales por territorio de la Hungría otomana dieron el pretexto a Kara Mustafá para proponer al sultán una expedición militar contra el Sacro Imperio Romano Germánico. El objetivo inicial era ocupar fortalezas fronterizas, pero el Gran Visir convertiría esta expedición en un ataque masivo contra Austria. Lo que no había observado el Gran Visir es que después de tantas guerras existían muchos países que veían el Imperio otomano como una seria amenaza para su supervivencia y que no dudarían en unirse contra él.
En abril de 1683 el ejército otomano se puso en marcha. En Belgrado se unieron a él las tropas de los Estados vasallos de Valaquia, Transilvania y Moldavia, así como contingentes tártaros. El número de combatientes ascendía a 125 000 soldados.

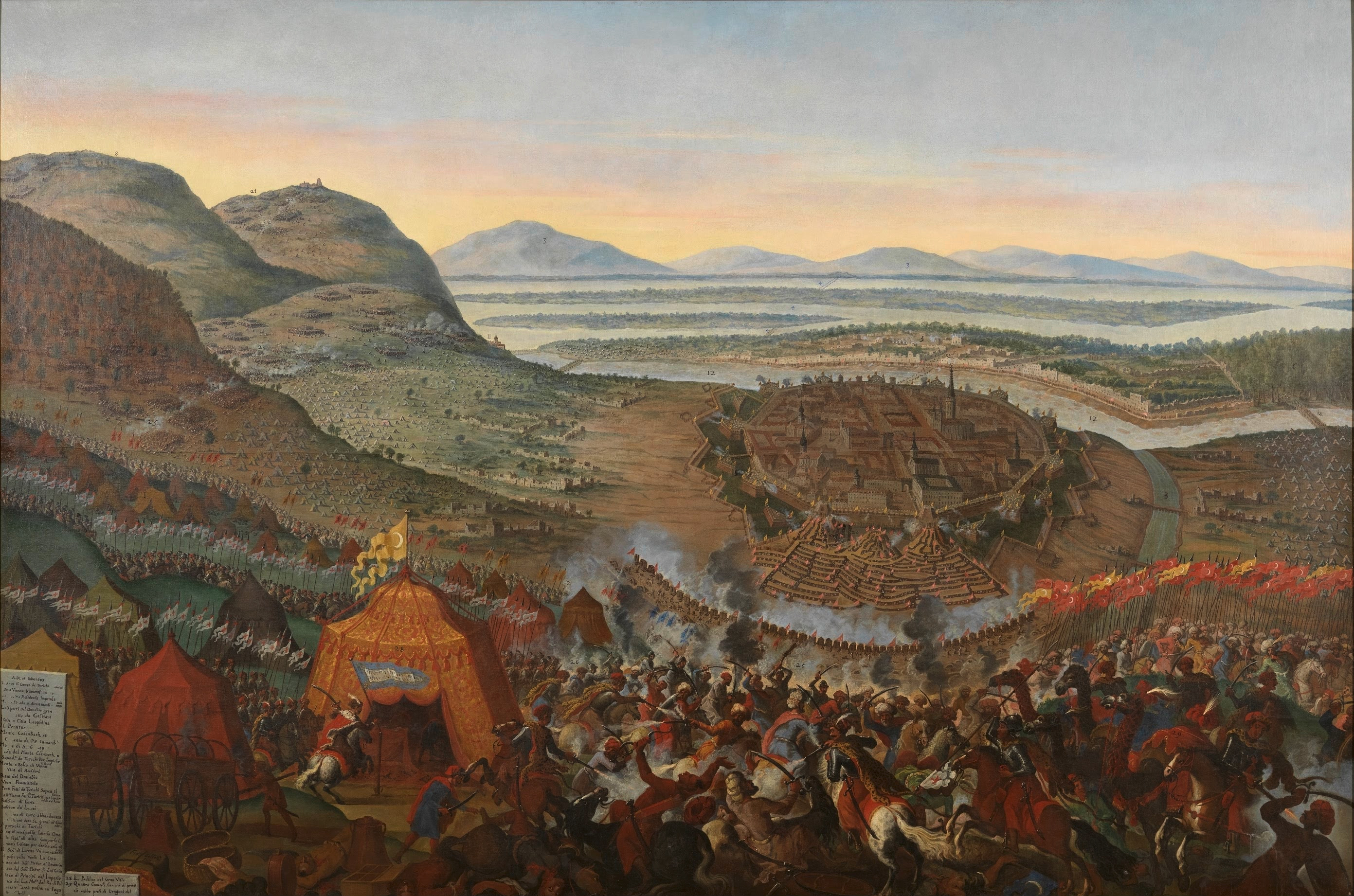
La batalla de Kahlenberg, obra de Franz Geffels.

El 25 de junio anunció su intención de atacar Viena y el 25 de julio el ejército otomano aparecía frente a las murallas de Viena. El ejército del Sacro Imperio Romano Germánico se había retirado a la orilla norte del río Danubio, dirigido por Carlos V de Lorena, y la guarnición que había quedado en Viena estaba al mando de Ernst Rüdiger von Starhemberg.
Leopoldo I de Habsburgo no tenía tropas para enfrentarse a las fuerzas turcas, pero gracias a la mediación del papa Inocencio XI casi todos los Estados del Imperio y de la Europa Central se unieron al emperador. También lo hizo Polonia y hubo países europeos que no pudieron mandar tropas pero enviaron dinero. Entre estos últimos países estaban España, Portugal y los Estados italianos.
El ejército cristiano sumaba 85 000 soldados, de los que 30 000 eran polacos, y se puso a las órdenes de Juan III Sobieski, rey de Polonia y que ya había vencido a los turcos en la batalla de Chocim, en la batalla de Lwow y en la batalla de Zorawno, siempre contando con inferioridad numérica.
El 12 de septiembre de 1683, en la batalla de Kahlenberg las tropas cristianas vencieron a las turcas liberando la ciudad de Viena. Juan Sobieski persigue a los otomanos que se baten en retirada y el 6 de octubre de 1683 los ataca, siendo rechazado con muchas bajas. Dos días después vuelve a atacar a los otomanos en la batalla de Parkany, derrotándolos y obligándolos a retirarse del oeste de Hungría. Tras la derrota, Kara Mustafá se retiró a Belgrado, donde los enviados del sultán le estrangularon.
En marzo de 1684 Austria, Venecia, Polonia, Toscana y Malta se unieron en una Liga Santa a la que se sumaría poco después Rusia. Los aliados esperaban que el Imperio otomano, al ser atacado por varios puntos, no se encontrase en condiciones de defenderse.

## La guerra de la Liga Santa
En 1684 Carlos V de Lorena ataca Buda, la ciudad más importante entre Viena y Belgrado, pero tanto la potente artillería defensiva que poseen los turcos como las enfermedades y escasez de suministros dificultan el asedio, que se prolonga cuatro meses y que al final debe ser abandonado.

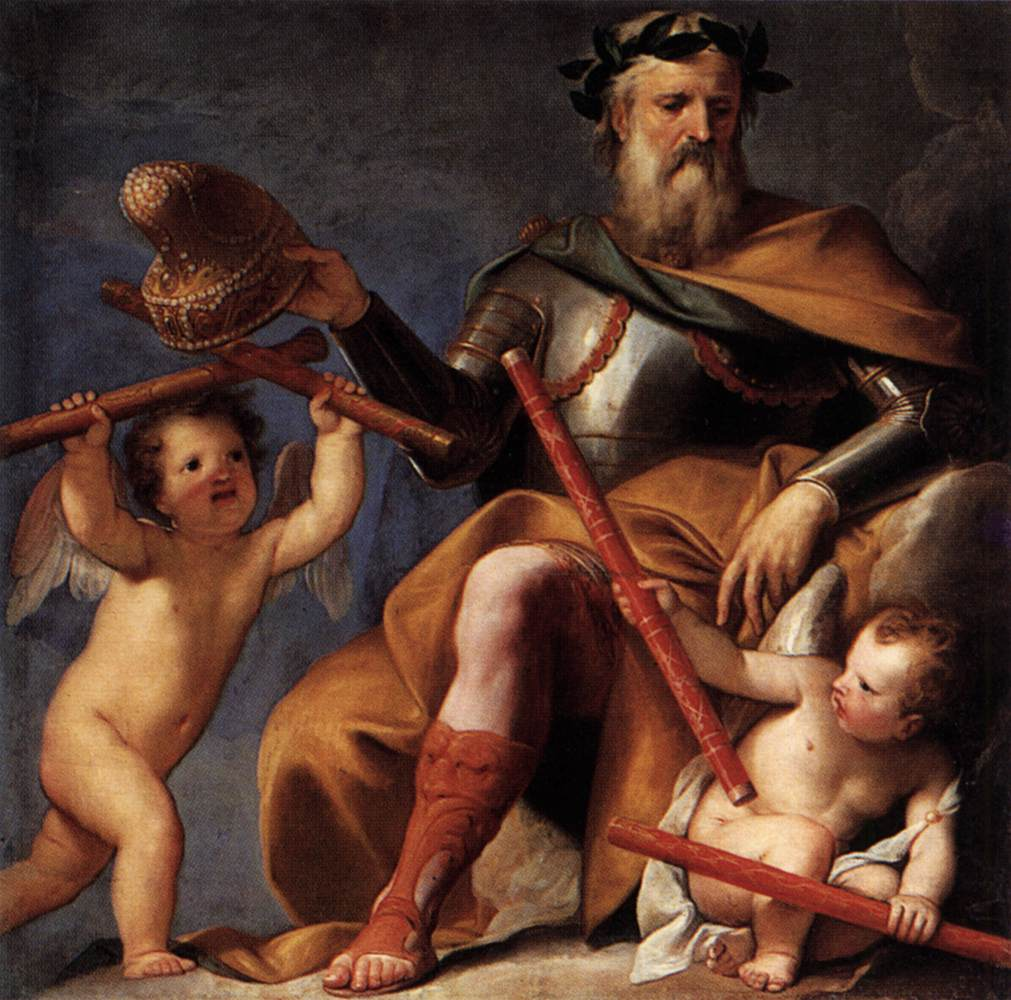
Francesco Morosini, obra de Gregorio Lazzarini.

Francesco Morosini, capitán general de los venecianos, tomó la isla de Santa Maura el 6 de agosto de 1684. Un mes después, el general Strasoldo hizo capitular al castillo de Préveza. Juan III Sobieski pretendía con sus tropas polacas ocupar Kamianets-Podilskyi perdida en la guerra polaco-turca (1671-1676), pero en ese año solo pudo conquistar la fortaleza de Jaslowieck. El rey polaco, enfermo, tuvo que entregar el mando del ejército al general Aleksander Jan Jabłonowski, que venció a los turcos en el bosque de Bucovina el 9 de octubre de 1685.
El 18 de agosto de 1685 fue tomado a los turcos Neuhäusel y los turcos solicitaron la paz, pero ante la pretensión de la Liga Santa de que el Imperio otomano se retirase de Hungría, hace fracasar las negociaciones. Ese mismo año Venecia intenta invadir Bosnia pero termina en fracaso. Sin embargo, más éxito tuvieron las fuerzas venecianas en Morea. Aprovechando una revuelta antiotomana se apoderan entre 1685 y 1686 de Koron, Kalamata, Pilos, Modon y Nauplia.
El 3 de septiembre de 1686, la ciudad de Buda cae en poder austriaco. En las ofensivas que siguieron a continuación los austriacos se apoderaron de casi toda Hungría, pero los turcos volvieron a rechazar los términos de paz propuestos por los austriacos. Mientras los austriacos tomaban Buda, Juan III Sobieski, ya recuperado de su enfermedad, atacó Moldavia y Valaquia, que se conquistaron rápidamente, pero el rey polaco necesitó cinco campañas para consolidar estas conquistas.
El 12 de agosto de 1687, Carlos de Lorena vence a los otomanos en la batalla de Berg Harsan, tras la que cayó Osijek.
Los venecianos se dirigen contra Atenas —donde estalla un polvorín turco que se encontraba en el Partenón causando su parcial destrucción— que fue tomada. También Patras y Lepanto caen en manos venecianas, igual que Corinto y Mistrá y solo Monemvasía queda de Morea en manos turcas.

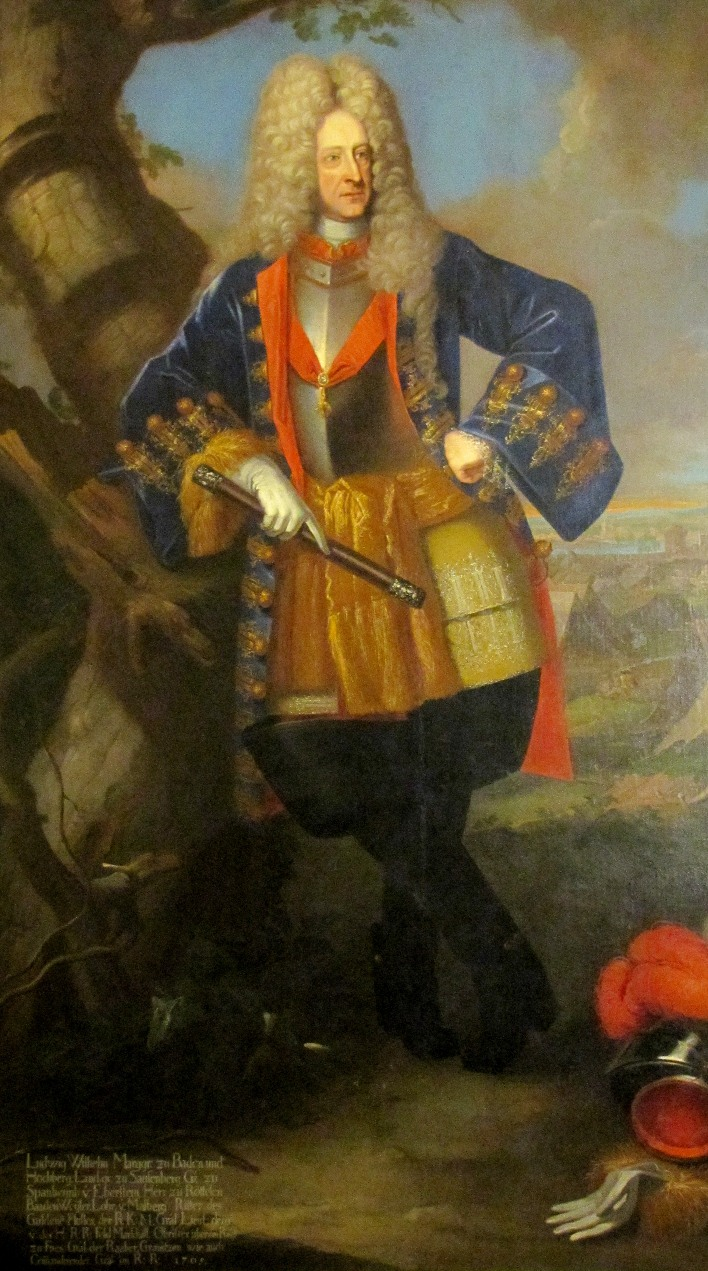
El Margrave Luis Guillermo de Baden-Baden.

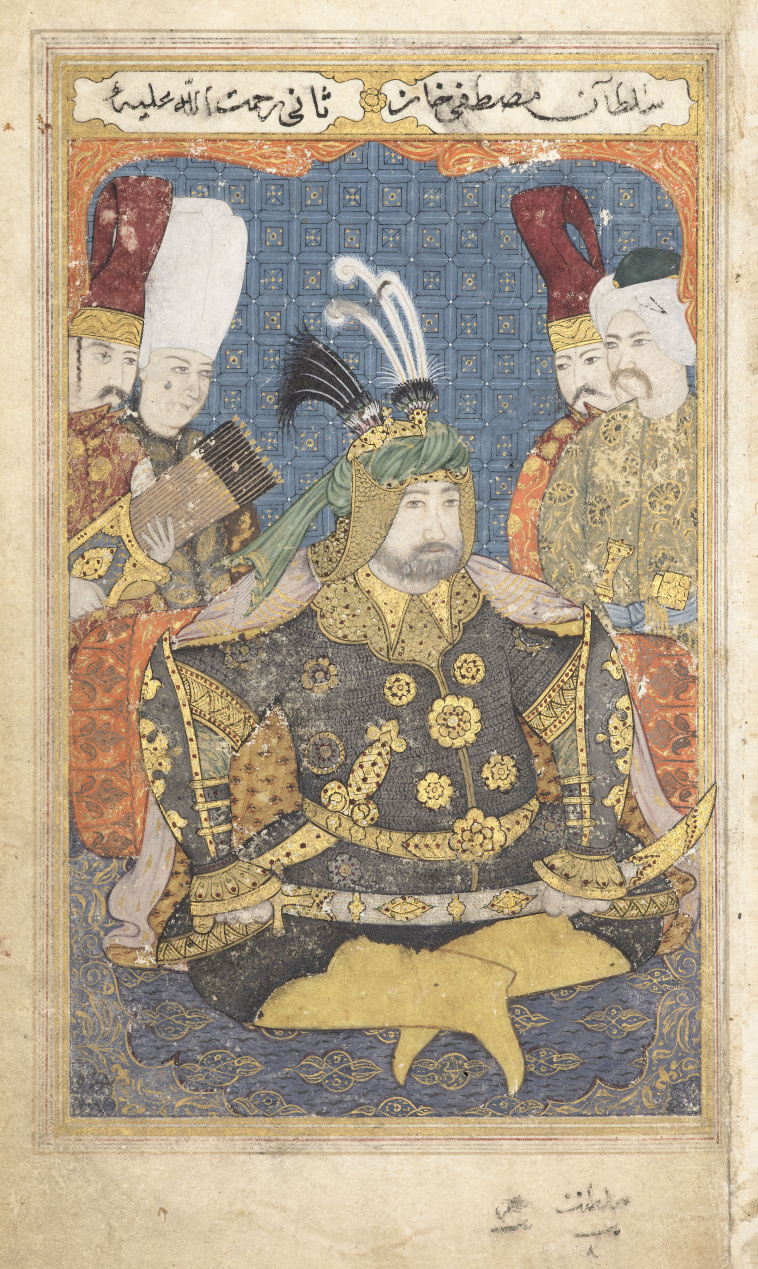
Mustafa II.

En el norte los rusos fracasan en la primera intentona de invadir Crimea. El dogo Marcantonio Giustinian murió el 23 de marzo de 1688 y por petición popular fue elegido dogo el 3 de abril de 1688 Francesco Morosini, al que la noticia le llegó durante el asedio de Negroponte, ciudad que, al estar bien defendida, no pudo tomar.
Como consecuencia de las derrotas otomanas, una revuelta palatina despojó del trono a Mehmed IV.
Carlos de Lorena entró en Transilvania y ocupó las principales fortalezas. En septiembre de 1688, Maximiliano II Manuel de Baviera conquistó Belgrado. En 1689 Luis Guillermo de Baden-Baden con un ejército de 24 000 hombres venció a tropas turcas al sur de Belgrado y avanzó hasta Nish. Parecía que el Imperio otomano sería desalojado de la mayor parte de los Balcanes, pero el estallido de la guerra de los Nueve Años hizo que Leopoldo I tuviera que desplegar a gran parte de sus tropas en el frente occidental, dando a los otomanos una oportunidad de recuperarse.
En 1689 los venecianos fracasan en su intento de apoderarse de Eubea y los rusos vuelven a fracasar en Crimea. Pedro I de Rusia aprovecha este fracaso para desacreditar a su hermanastra Sofía Alekséyevna Románova y encarcelarla en un convento.
El nuevo sultán Suleiman II aplastó una rebelión en Constantinopla y con la ayuda del Gran Visir Fazil Mustafá restableció el orden en el ejército.
En 1690 tras una revuelta en Transilvania, la mayoría de las tropas austriacas tuvieron que replegarse para enfrentarse a Francia. En julio de 1690 una contraofensiva dirigida por Fazil Mustafá reconquistó Nish, Smederevo y Belgrado. Sin embargo, esta recuperación otomana se detuvo al año siguiente tras la derrota en la batalla de Slankamen, que a pesar de causar unas grandes bajas en el ejército austriaco —un tercio de las tropas— se saldó con la derrota otomana y la muerte de Fazil Mustafá. En los años siguientes el conflicto resultó indeciso y su resolución atrasada por la renuencia de los contendientes a llegar a unos acuerdos de paz razonables.

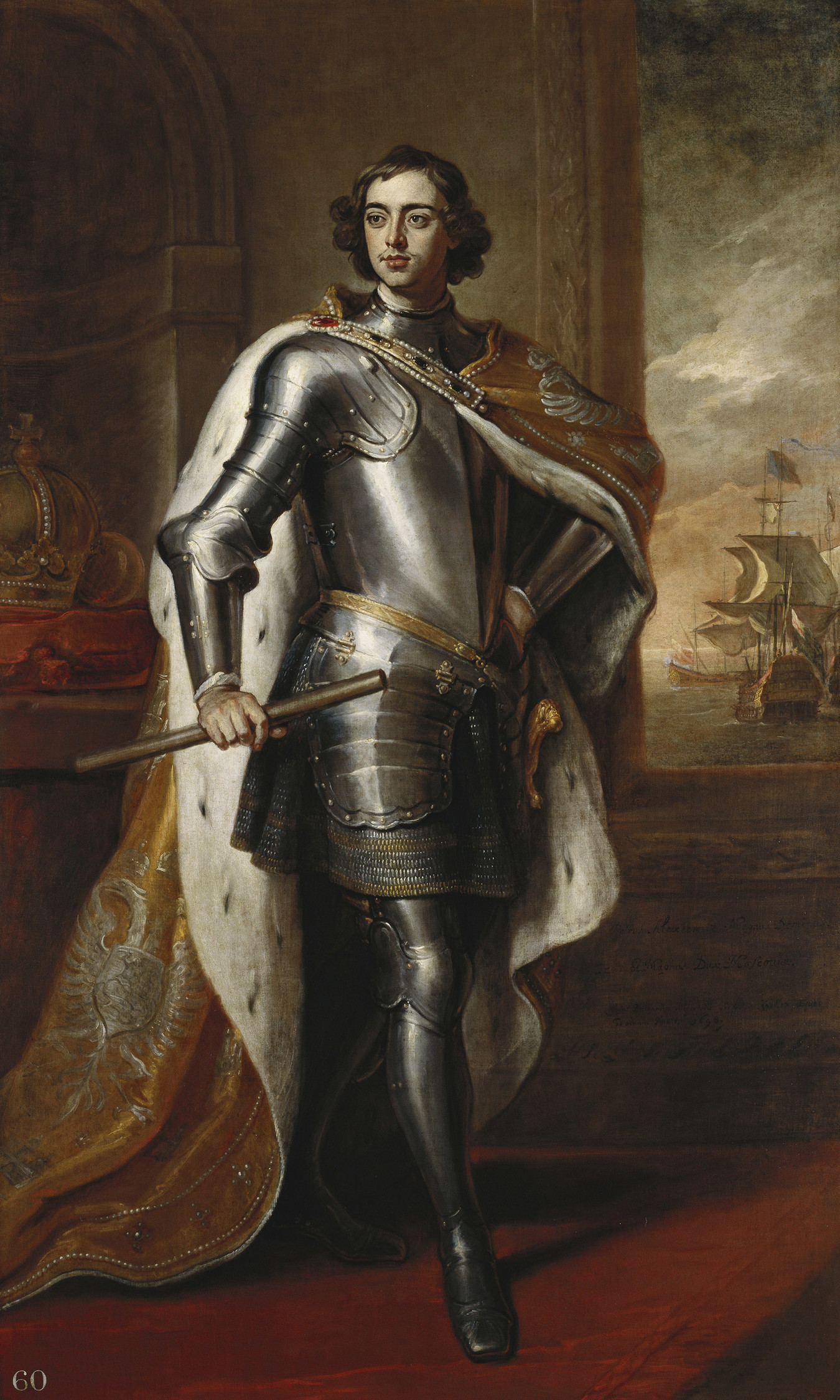
Pedro I de Rusia en 1689, obra de Godfrey Kneller.

Los austriacos conquistaron Gran Varadino en 1692, mientras que los venecianos fracasan en Creta. En 1693 los austriacos se vieron obligados a levantar el sitio de Belgrado.
En 1694 tras la muerte de Francesco Morosini, el mando de los ejércitos venecianos pasa a manos de Antonio Zeno, que logra conquistar Quíos, pero la impopularidad de su dominio provoca un alzamiento que produce su expulsión de la isla el año siguiente.

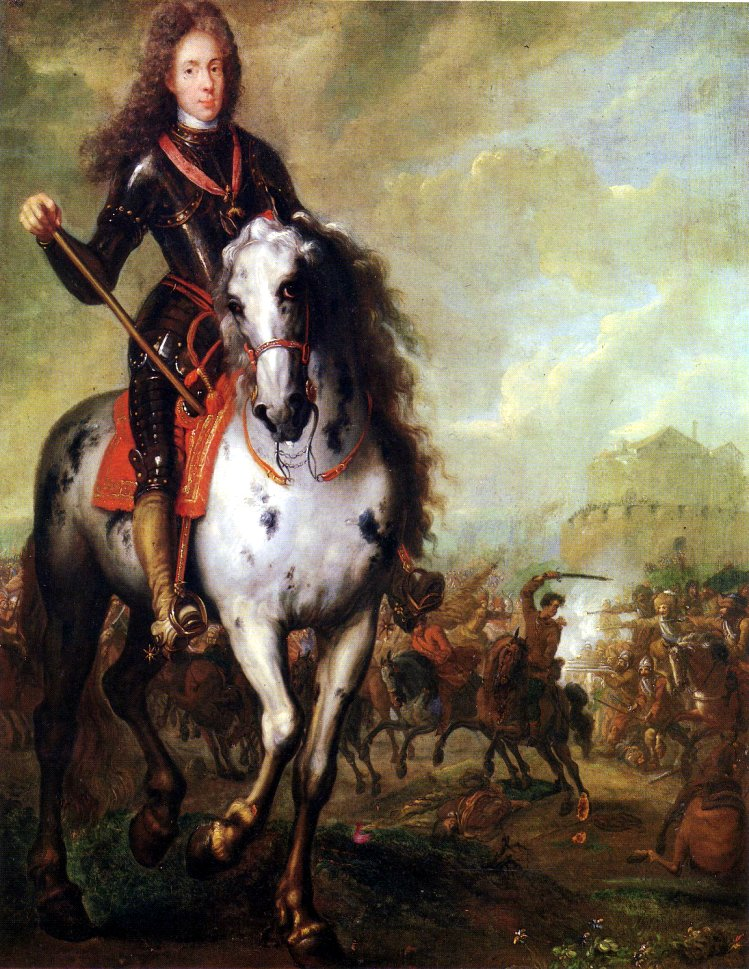
Eugenio de Saboya.

En 1695 accedía al trono turco Mustafa II, con quien llegará una recuperación otomana. El sultán tomó en este año Lippa, derrotó al conde Friedrich Veterani y socorrió Timisoara. Rusia fracasa en ocupar Azov.
En 1696 Pedro I de Rusia consigue conquistar Azov tras regresar con un ejército mayor que el del año anterior y contar con apoyo naval. Leopoldo I pudo en ese mismo año dar por finalizada la guerra contra Francia en Italia y envió tropas a Hungría al mando de Eugenio de Saboya. En 1697 Eugenio avanzó rápidamente y atacó a Mustafá II, logrando la victoria en la batalla de Zenta, en la que los otomanos perdieron 30 000 hombres. Tras esta victoria atacó Bosnia, saqueando Sarajevo, pero al estar el año avanzado no pudo avanzar para atacar Timisoara o Belgrado.
El año siguiente el ejército otomano rehuyó el encuentro directo. En estas condiciones, el Imperio otomano acepta la mediación de Inglaterra y las Provincias Unidas y el 26 de enero de 1699 firma el Tratado de Karlowitz.

## El Tratado de Karlowitz
Por este tratado, el Imperio otomano entregaba al emperador el reino de Hungría (salvo el banato de Timisoara) y Transilvania; Venecia se quedaba con Morea y una parte de la costa dálmata; Rusia obtenía una salida al mar Negro por medio de la plaza de Azov; Polonia recupera Podolia y Ucrania. Parece que no es una victoria excesiva para quince años de guerra, pero el retroceso otomano en Europa acaba de empezar y es el signo más claro de su irremediable decadencia.